# Страхотин (Ботошани)
Страхотин (рум. Strahotin) насеље је у Румунији у округу Ботошани у општини Данђени. Oпштина се налази на надморској висини од 82 m.

## Становништво
Према подацима из 2002. године у насељу је живело 481 становника, од којих су сви румунске националности.